# Дон Верден (фильм, 2015)
Дон Верден (англ. Don Verdean) — американский художественный фильм жанре комедии режиссёра Джареда Хесса, вышедший в 2015 году. Премьера состоялась 28 января 2015 на кинофестивале «Сандэнс». 21 января 2015 года Lionsgate приобрела права на распространение фильма.

## Сюжет
Знаменитый археолог Дон Верден (Рокуэлл, Сэм) прославился своими находками ценнейших библейских реликвий и обрёл множество поклонников среди религиозных сообществ. Во время семинара Вердена в одном из них пастор Тони Лазарус обещает спонсировать дальнейшие раскопки, но с одним условием: археолог будет привозить найденные реликвии и передавать церкви для подкрепления веры прихожан и обращения в христианство неверующих людей. Дон Верден соглашается на такую сделку и, связавшись со своим контактом в Израиле, поручает найти и транспортировать в США Жену Лота. Полученная статуя вовсе не соответствует описанию, очертаниями больше напоминая гермафродита, однако помощник Боас (Клемент, Джемейн) заверяет заказчика в подлинности реликвии, да и приход пастора встречает открытие восторженно. После этого Верден повышает свою секретаршу Кэрол (Райан, Эми) до звания научного сотрудника и отправляется с ней в Израиль на поиски уже другого библейского сокровища — черепа Голиафа. Но едва начав раскопки на предполагаемом месте захоронения, группа встречает полицейский патруль, который гневно заставляет их прекратить исследования, так как на них не было получено разрешение от властей. В отчаянии Верден в тайне от всех находит могилу человека по имени Джонни Израиль, который при жизни страдал гигантизмом, и, похитив его череп из саркофага, вручную создаёт повреждения, имитирующие удар камнем из пращи Давида, после чего кое-как закапывает «реликвию» в пустыне у дороги. На следующий день якобы ведомый Господом археолог «находит» предположительное местоположение черепа, заявляя, что перед этим ошибся в своих расчётах, и даёт Кэрол высказать свои догадки и сделать открытие самой. Увидев автобус, останавливающийся у обочины, Верден спешит покинуть место раскопок, однако несколько туристов из автобуса успевают снять его, убегающего с «черепом Голиафа», на видео и выложить в интернет. В отеле Боас приходит в номер к Вердену и говорит, что догадался о афере археолога; его догадку окончательно подтверждает открытая на экране ноутбука страница о Джонни Израиле в Википедии. Верден обещает купить молчание помощника, за которое Боас требует отвезти его в Америку, купить ему джинсы фирмы Levi Strauss & Co., а также найти милую и заботливую жену, похожую на стриптизершу. Презентация фальшивого черепа Голиафа производит фурор, но неожиданно Боас начинает врать прессе, выдумывая на ходу преследования на мотоциклах, перестрелки и другую чушь, которую смятенный Верден вынужден поддержать. Это вызывает негодование Кэрол, но Дону удаётся кое-как замять этот инцидент перед ней. Выходки Боаса на этом не заканчиваются: ничего не сказав Вердену, он заключает крупную сделку с китайским богачом Пун Еном, который жаждет добыть Святой Грааль и готов заплатить за это огромную сумму денег. После конфликта, произошедшего между Доном, Боасом и Кэрол, их пути разделяются: Кэрол проводит семинары и экскурсии в церкви, а Дон и Боас пытаются придумать, как обмануть своего заказчика. Не сумев подкупить лаборанта, проводившего экспертизу черепа, они запирают его в гараже, а сами воруют в антикварной лавке чашу. Организовав для китайца целое приключение, они «похищают» Грааль (который на самом деле является украденной чашей), убегают от подкупленных индейцев и демонстрируют богачу якобы исцеляющие свойства Грааля. Внезапно один из индейцев, стреляя в воздух, случайно ранит китайца в плечо, в результате чего тот попадает в больницу. Боасу всё это надоедает, и он, угрожая пистолетом, отбирает чемодан с деньгами у помощника китайца и убегает из больницы. Открыв чемодан, Боас и догнавший его Верден выясняют, что на самом деле сделка с китайцем (которого в действительности зовут Ченг) была обманом, который подстроил Фонтейн (Уилл Форте) — бывший сатанист, а ныне пастор, конкурирующий с общиной Лазаруса и пытающийся вывести мошенничества Вердена на чистую воду. Боас пытается скрыться от стражей порядка на машине, но почти сразу же попадается. Верден успевает прибежать к дому Кэрол и, раскаявшись в своих преступлениях, признаётся ей в любви, на что она отвечает взаимностью. Далее показываются события, происходящие через два месяца в тюрьме: Боас, подсаживаясь к Вердену, сначала предлагает вступить в банду, потом пытается подарить ему зубную щётку-заточку, которую прячет в Торе, но, получив отказ, всё равно обещает бывшему археологу свою дружбу и помощь. В столовой тюрьмы Дон видит сына Кэрол, оказавшегося за решёткой за выращивание наркотиков. Фильм заканчивается тем, что Верден подсаживается к нему и, представившись, заводит с ним разговор.

## В ролях
| Актёр           | Роль                    |
| --------------- | ----------------------- |
| Сэм Рокуэлл     | Дон Верден              |
| Эми Райан       | Кэрол Дженсен           |
| Джемейн Клемент | Боас                    |
| Лесли Бибб      | Джойлинда Лазариус      |
| Стивен Парк     | Пун Ен/Ченг             |
| Уилл Форте      | Пастор Фонтейн          |
| Дэнни МакБрайд  | Второй помощник Вердена |

## Критика
Фильм получил отрицательные отзывы кинокритиков. На сайте Rotten Tomatoes фильм имеет рейтинг 29 % на основе 38 рецензий со средним баллом 4,3 из 10. На сайте Metacritic фильм имеет оценку 39 из 100 на основе 14 рецензий критиков, что соответствует статусу «в целом неблагоприятные отзывы».